# Richard Van den Berghe

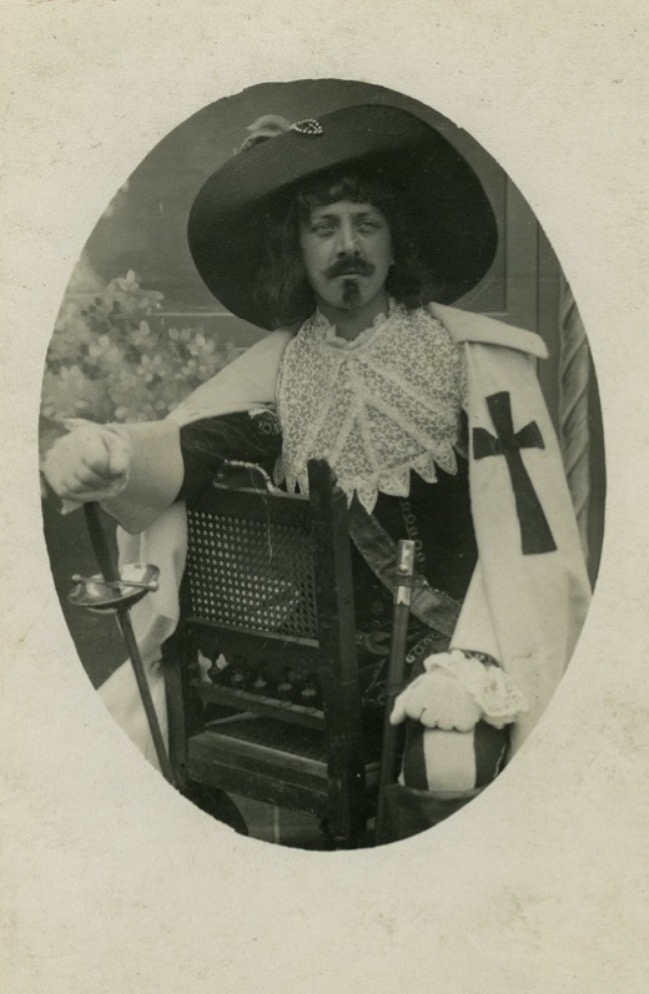
Richard Van den Berghe in de rol van Musketier

Richard Van den Berghe (Herselt, 7 april 1895 – Leuven, 13 februari 1969) was een lid van de Belgisch-Duitse theater- en circusfamilie Van den Berghe, waaruit Circus Ronaldo stamt. 
Van den Berghe groeide op in het rondreizend theater van zijn vader Willem en moeder Antonetta Brems. Van Willem leerden Richard en zijn jongere broer Florent niet alleen acteren, maar ook toneelstukken schrijven, decors schilderen, kostuums ontwerpen, wapens smeden enzovoort. Het gespeelde repertoire van de Van den Berghes was breed en veelal volks van aard, met een nadruk op spectaculaire melodrama's en bijbelse uitbeeldingen. Om hierin zowel mannelijke als vrouwelijke rollen te vertolken, lieten Richard en zijn broers hun haar groeien. 
Tijdens de Eerste Wereldoorlog diende Richard vier jaar lang als vrijwilliger, waarna de draad werd opgenomen van het reizend theater. 
Na Willems dood, in 1928, trokken Richard en Florent naar Scherpenheuvel, waar ze nog enkele jaren de toneelstukken van hun vaders gezelschap opvoerden in zaal De Engel. Na de Tweede Wereldoorlog scheidden hun wegen. Florent vestigde zich te Sint-Stevens-Woluwe. 
Richard bleef in Scherpenheuvel om er een hotel-restaurant uit te baten, De Nieuwe Engel. In 1959 richtten hij, zoon François en schoondochter Rosette Cels een bedrijf op dat decors, kostuums, pruiken en wapens – grotendeels afkomstig van de reizende schouwburgen – verhuurde aan verenigingen: Cosdeco. 
Richard Van den Berghe overleed op 13 februari 1969 als gevolg van een heelkundige ingreep. Cosdeco specialiseerde zich na zijn dood in standenbouw om dan te evolueren tot de Festivalshop te Scherpenheuvel. Deze wordt thans gerund door zijn kleinkinderen en achterkleinkinderen. Circus Ronaldo verwierf de decordoeken van Richards verhuurbedrijf. Sporadisch worden deze doeken weer ingezet in producties. 